# Lucas Antônio Silva de Oliveira
Lucas Antônio Silva de Oliveira, meglio noto come Lucas Silva (Miguel Calmon, 26 agosto 1984), è un ex calciatore brasiliano, di ruolo centrocampista.

## Caratteristiche tecniche
È un centrocampista offensivo.

## Carriera
Durante la sua carriera ha giocato con varie squadre di club, per lo più messicani.